# Baden verboten
Baden verboten (tradotto in italiano Vietata la balneazione) è un cortometraggio erotico muto del 1906, diretto da Johann Schwarzer e prodotto dalla casa cinematografica austriaca Saturn-Film, specializzata nella produzione di cortometraggi di genere erotico e pornografico.

## Trama
Tre donzelle spoglie dei loro abiti sono immerse allegramente all'interno di un piccolo laghetto nel bosco. Quest'ultime però vengono sorprese da un uomo che intima loro di uscire immediatamente dal laghetto facendo notare che la balneazione è vietata. Al rimprovero di egli le tre donzelle si affrettano ad uscire disorientate e visibilmente in imbarazzo, tant'è che prendono solamente i loro abiti senza rivestirsi. Nel trambusto le ragazze disinibite convincono l'uomo a seguirle nei meandri del bosco.